# 캘리포니아주도 제1호선
캘리포니아 1번 주도(California State Route 1)는 캘리포니아주의 10번 주도에서부터 Leggett까지 연결된 미국 캘리포니아의 주도이다. 서부의 태평양 부근 해안가에 자리잡은 해안 도로로, 태평양 연안 도로(Pacific Coast Highway)라고도 불린다. 2016년에 직통노선이 개통할 예정이다.
데이나포인트를 시작으로 오렌지군을 통과하여 로스앤젤레스 인근의 샌타모니카 해변을 지나 옥사나드에서 끊어지면서 101번 국도로 연결되면서 롬폭에서 다시 연결되다가 끊어지고 산루이스오비스포에서 연결되다가 샌프란시스코 북쪽까지 이어진다.
바다 해안 끝자락에 자리잡은 도로로 '가장 아름다운 해안길'이라는 별명으로 캘리포니아의 대표적인 드라이브 코스로 꼽고 있다.

## 갤러리

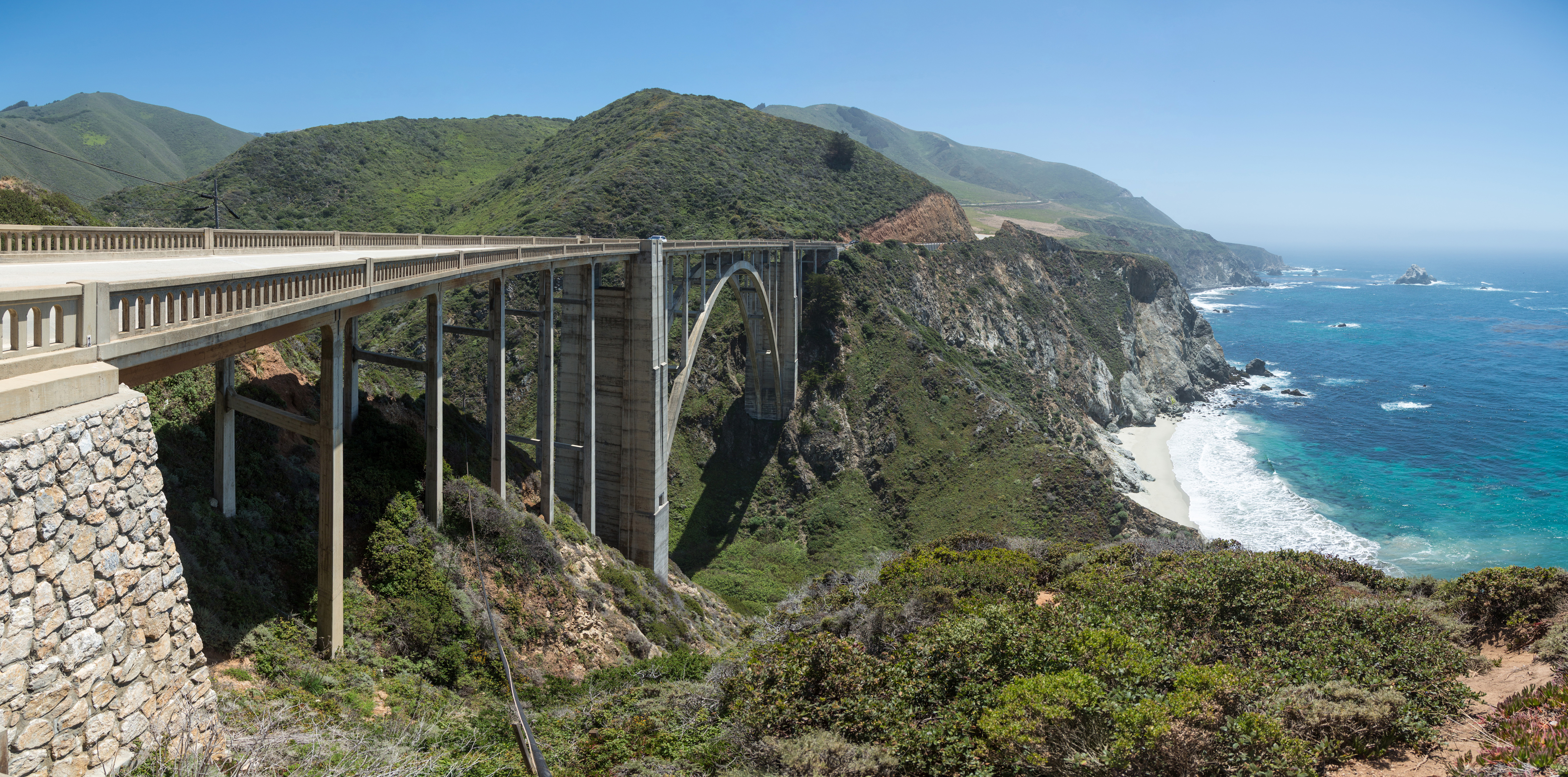
빅시 크리크 브릿지(Bixby Creek Bridge)
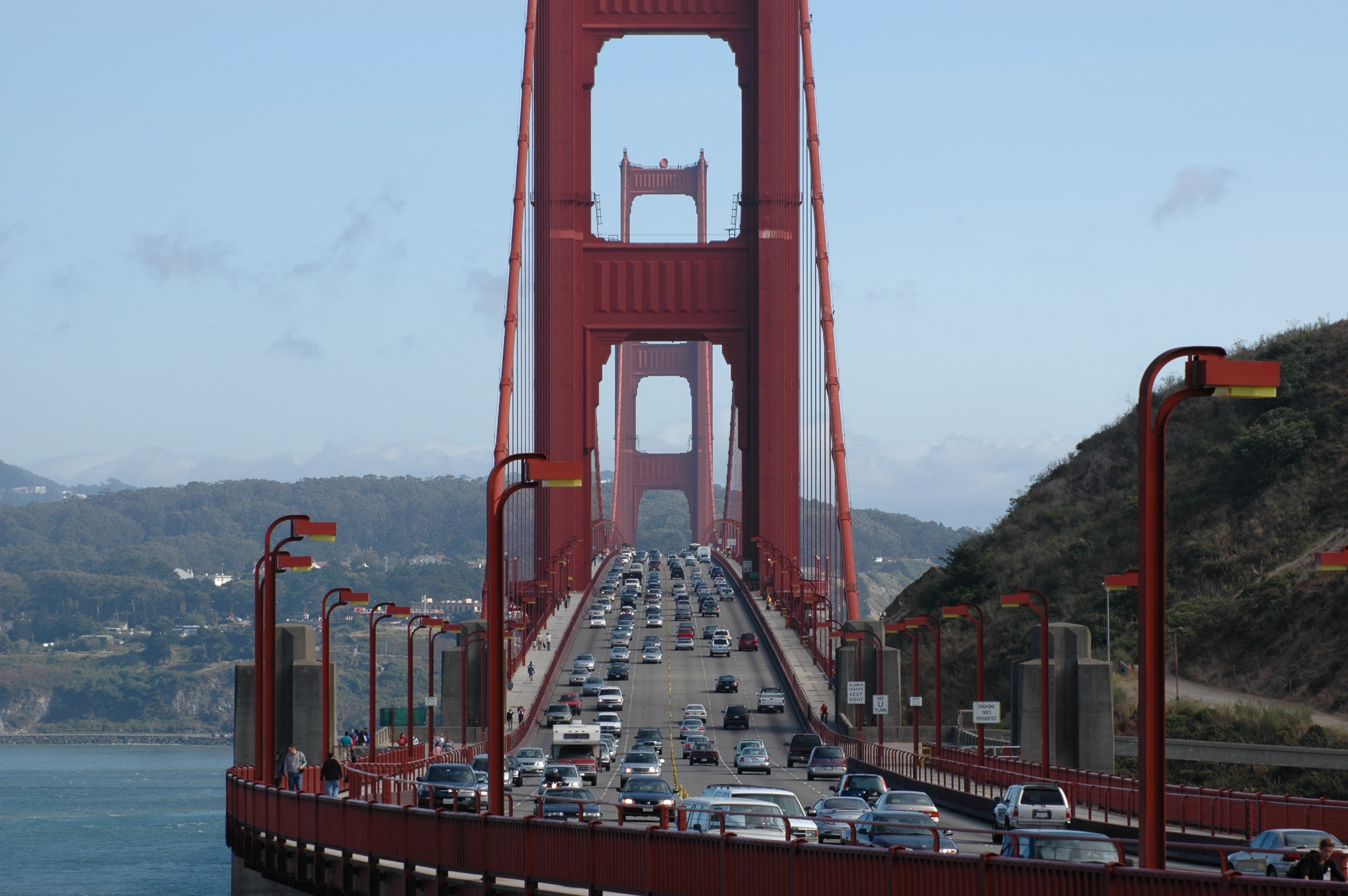
금문교. 이 구간에서는 101번 국도와 공유하고 있다.
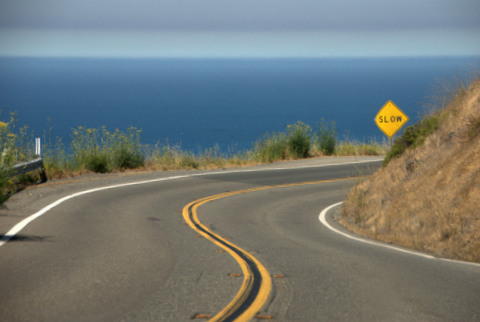
마린 군 부근의 해안로
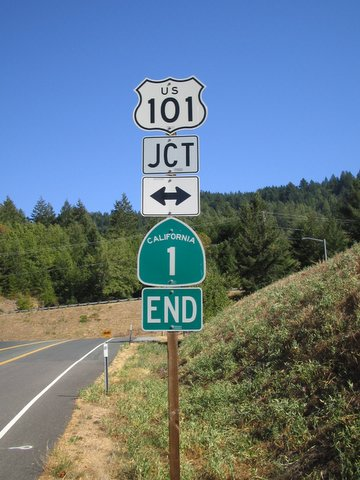
국도 제101호선 나들목의 주도 1호선 종점 부근